# Similis
Similis (en llatí Similis) va ser un centurió romà del temps de l'emperador Trajà, i prefecte del pretori sota Hadrià, que va fer erigir una estàtua en honor seu, cosa que suposava una marca d'honor imperial força especial.
Dió Cassi diu que Similis va assumir la prefectura contra la seva voluntat, i no va aconseguir que l'emperador li acceptés la renúncia. Però Espartià diu que Hadrià el va destituir tot i que tenia un deute amb ell per haver-lo ajudat a aconseguir l'imperi, i va nomenar Gai Septici Clar com a successor.